# Linda Olivieri
Linda Olivieri (Turín, 14 de julio de 1998) es una atleta italiana especializada en la modalidad de 400 metros vallas.

## Carrera deportiva
Se inició en el atletismo en 2010, a los 12 años de edad, en las categorías inferiores del Team Atletico-Mercurio Novara, donde permaneció hasta 2016 salvo un paréntesis de una temporada deportiva en las filas del Atletica Piemonte (2014). En 2017 compitió con el Atletica Monza y, desde 2018, lo hace con el Fiamme Oro Padova.
Una de sus primeras competiciones a nivel internacional fue en 2015, en el Campeonato Mundial Juvenil de Atletismo de Cali (Colombia). Corrió en la ronda principal de los 400 metros vallas, en la serie 1, donde quedó tercera con un tiempo de 1:00,23 minutos, marca que le valió el pase a la semifinal, en cuya primera carrera participó, quedando quinta (fuera de la final), con 59,03 segundos. También correría con el combinado italiano en los relevos 4x400 metros, quedando el equipo nacional en séptimo puesto, con un tiempo de 3:25,09 minutos.
En 2017 rozaría el podio en el Campeonato Europeo de Atletismo Sub-20 que tendría lugar en la ciudad de Grosseto (Italia). Olivieri jugaba en casa, pero no pudo superar los 57 segundos exactos que la dejaron cuarta, a once centésimas de la finlandesa Viivi Lehikoinen, y alejada de la suiza Yasmin Giger, oro con 55,90 segundos. En el mismo Campeonato volvió a formar parte del combinado nacional en los relevos de 4x400 metros, quedando los italianos sextos, con un tiempo de 3:35,86 minutos.
En 2018, en el Campeonato Europeo de Atletismo de Berlín caería en la primera ronda, tras no poder superar la séptima plaza, a la que cayó tras un tiempo en los 400 m vallas de 58,47 segundos. Para 2019 conseguiría su primer podio importante en su carrera deportiva, con un segundo puesto en el Campeonato Europeo de Atletismo Sub-23, celebrado en Gävle, tras marcar 56,22 segundos en la carrera de vallas. No tendría la misma suerte a finales de octubre, ya en Doha (Catar), donde se disputaba el Campeonato Mundial de Atletismo, cayendo en primera ronda y alcanzando la vigesimonovena plaza en la general, con 56,82 segundos.
En 2021 regresaría al podio con un bronce en la Superliga del Campeonato Europeo de Atletismo por Equipos, que celebraba su máxima competición en Chorzów (Polonia), donde logró un tiempo de 56,17 segundos. Posteriormente, en julio viajó con el resto de la delegación italiana a Japón, para participar en sus primeros Juegos Olímpicos. Corrió en la modalidad de atletismo, en 400 metros vallas, disputando la primera ronda (serie 2) la tarde del 31 de julio, acabando cuarta en la misma, ocupando la última plaza que discurría para la semifinal, con un tiempo de 55,54 segundos. Más adelante, el 2 de agosto, corrió en la primera de las tres semifinales de la competición, quedando séptima (eliminada del paso a final) con marca de 57,03 segundos.

## Resultados por competición

### Por temporada
| Representando a Italia | Representando a Italia                                  | Representando a Italia | Representando a Italia | Representando a Italia | Representando a Italia |
| ---------------------- | ------------------------------------------------------- | ---------------------- | ---------------------- | ---------------------- | ---------------------- |
| Año                    | Competición                                             | Lugar                  | Modalidad              | Puesto                 | Marca                  |
| 2015                   | Campeonato Mundial Juvenil de Atletismo                 | Cali                   | 400 m vallas           | 5.ª (SF1)              | 59,03 s.               |
| 2015                   | Campeonato Mundial Juvenil de Atletismo                 | Cali                   | 4 x 400 metros relevos | 7.ª                    | 3:25,09 min.           |
| 2017                   | Campeonato Europeo de Atletismo Sub-20                  | Grosseto               | 400 m vallas           | 4.ª                    | 57,00 s.               |
| 2017                   | Campeonato Europeo de Atletismo Sub-20                  | Grosseto               | 4 x 400 metros relevos | 6.ª                    | 3:35,86 min.           |
| 2018                   | Campeonato Europeo de Atletismo                         | Berlín                 | 400 m vallas           | 7.ª (H1)               | 58,47 s.               |
| 2019                   | Campeonato Europeo de Atletismo Sub-23                  | Gävle                  | 400 m vallas           | 2.ª                    | 56,22 s.               |
| 2019                   | Campeonato Mundial de Atletismo                         | Doha                   | 400 m vallas           | 29.ª (H)               | 56,82 s.               |
| 2021                   | Campeonato Europeo de Atletismo por Equipos - Superliga | Chorzów                | 400 m vallas           | 3.ª                    | 56,17 s.               |
| 2021                   | Meeting de Atletismo Madrid                             | Madrid                 | 400 m vallas           | 1.ª                    | 55,89 s.               |
| 2021                   | Juegos Olímpicos                                        | Tokio                  | 400 m vallas           | 7.ª (SF1)              | 57,03 s.               |
| 2022                   | Campeonato Mundial de Atletismo                         | Eugene                 | 400 m vallas           | 8.ª (SF2)              | 56,04 s.               |
| 2022                   | Campeonato Europeo de Atletismo                         | Múnich                 | 400 m vallas           | 5.ª (H2)               | 57,03 s.               |
| 2024                   | Campeonato Europeo de Atletismo                         | Roma                   | 400 m vallas           | 6.ª (SF2)              | 54,99 s.               |

### Mejores marcas
| Disciplina                        | Marca      | Lugar             | Fecha                   |
| --------------------------------- | ---------- | ----------------- | ----------------------- |
| 60 metros lisos (pista cubierta)  | 7,76 s.    | Bérgamo           | 23 de enero de 2022     |
| 100 metros lisos (exterior)       | 12,06 s.   | Rieti             | 11 de julio de 2020     |
| 200 metros lisos (exterior)       | 24,58 s.   | Mariano Comense   | 8 de septiembre de 2019 |
| 200 metros lisos (pista cubierta) | 24,77 s.   | Ancona            | 26 de enero de 2020     |
| 400 metros lisos (exterior)       | 54,20 s.   | Savona            | 29 de mayo de 2019      |
| 60 metros vallas (pista cubierta) | 8,31 s.    | Ancona            | 23 de enero de 2021     |
| 100 metros vallas (exterior)      | 14,05 s.   | Cinisello Balsamo | 24 de junio de 2017     |
| 400 metros vallas (exterior)      | 54,99 s.   | Roma              | 10 de junio de 2024     |
| 4 x 400 metros relevos            | 3:35,86 m. | Grosseto          | 23 de julio de 2017     |